# Klassisk mekanik

Newtons vagga stående ovanpå ett exemplar av Principia.

Klassisk mekanik är den del av mekaniken som grundar sig på de rörelselagar som Isaac Newton formulerade i sitt banbrytande verk Principia 1687. Mekanik är den del av fysiken som beskriver växelverkan mellan materiella system (kroppar) i vila eller rörelse eller, alternativt formulerat, sambandet mellan en kropps rörelse och de krafter som påverkar den. Den klassiska mekanikens giltighetsområde är begränsat dels till kroppar med massor som är mycket större än elementarpartiklarnas massor, dels till kroppar som rör sig med hastigheter som är mycket mindre än ljushastigheten. I annat fall måste hänsyn tas till kvantmekaniska respektive relativistiska effekter. Eftersom klassisk mekanik dels anses som en fundamental vetenskap, dels är av central betydelse inom ett flertal tekniska tillämpningsområden, såsom maskin- och byggnadsteknik, betraktas mekanik ofta som en egen disciplin skild från fysiken. Inom tekniska utbildningar ges ofta separata kurser i mekanik, fristående från allmänna fysikkurser, och ämnet har ofta egna institutioner och akademiska befattningar, till exempel professurer.

## Indelning
Klassisk mekanik brukar indelas i statik, som behandlar kroppar i vila, och dynamik, som behandlar kroppar i rörelse. Dynamik kan i sin tur delas in i kinematik, som beskriver rörelse utan hänsyn tagen till verkande krafter, det vill säga en rent geometrisk beskrivning, och dynamik, som beskriver sambandet mellan verkande krafter och kroppars rörelse. Denna indelning är dock inte allmänt accepterad. Ofta brukar begreppet dynamik användas synonymt med kinetik. Det är även vanligt förekommande att statik betraktas som ett specialfall av dynamik.

## Newtons lagar
Grunden för den klassiska mekaniken lades 5 juli 1687 med Isaac Newtons verk Philosophiae Naturalis Principia Mathematica, ofta enbart benämnd Principia, som här byggde vidare på den grund som tidigare under 1600-talet lagts av Galileo Galilei.
I Principia formulerade Newton sina tre grundläggande lagar, vilka med modern terminologi och språkbruk lyder:
1. En kropp förblir i sitt tillstånd av vila eller likformig rörelse om den inte av verkande krafter tvingas att ändra detta tillstånd. (tröghetslagen)
2. Tidsförändringen av rörelsemängden för en kropp är lika med den kraft kroppen utsätts för. 
Lagen uttrycks numera oftast som att produkten av kroppens massa och dess acceleration är lika med den verkande kraften.
3. Två kroppars ömsesidiga verkningar på varandra är alltid lika stora och riktade åt motsatt håll. (lagen om verkan och motverkan)

Även om den klassiska mekaniken utvecklats ytterligare sedan Newtons lagar formulerades utgör dessa grundprinciper fortfarande fundamentet för ämnet.

### Inertialram, kraftbegreppet
Även om Newtons första två lagar är skenbart enkla, har de ofta varit föremål för debatt, och någon fullständig konsensus kan inte sägas föreligga om deras tolkning.
Eftersom begrepp som vila och hastighet ingår i formuleringen av lagarna, är det uppenbart att något slags referensram måste existera för att sådana begrepp skall vara meningsfulla. En referensram där Newtons lagar gäller brukar benämnas en inertialram (inertialsystem, tröghetssystem). Eftersom krafter i klassisk mekanik förutsätts vara objektiva storheter, det vill säga oberoende av referensram, får en godtagbar referensram inte accelerera. Det är därför brukligt att kräva att en inertialram skall vara fixerad, men eftersom det inte finns någon fix punkt i universum kvarstår likväl problemet.  Den enda invändningsfria definitionen är att en inertialram är en referensram, där Newtons första lag är giltig. Dessvärre gäller att det är praktiskt taget omöjligt att genomföra experiment på kroppar utan kraftpåverkan, eftersom detta skulle förutsätta att kroppen avlägsnades på behörigt avstånd från all annan materia. Experiment ger emellertid vid handen att för de flesta praktiska tillämpningar ger en jordfast referensram god överensstämmelse mellan teori och experiment. Dock gäller att i sådana situationer där jordrotationen är av betydelse, till exempel satellitrörelse, vindar och havsströmmar, krävs en referensram som inte medföljer jorden i dess rotation. För studier av planetrörelse krävs en referensram fixerad i förhållande till solen och så vidare. Slutsatsen är att någon absolut inertialram som är universellt användbar inte kan definieras, men att det för varje enskild tillämpning bör vara möjligt att hitta en referensram där Newtons lagar gäller med tillräckligt god approximation. Även om Newton i Principia inte utvecklade sina tankegångar angående referensramar, har det hävdats att anledningen till att han delade upp sina två första lagar var att han såg den första som ett sätt att fastlägga en giltig referensram. I annat fall hade den första lagen enbart varit ett specialfall av den andra, en beskrivning som ibland framförs i elementära läroböcker.
Om den första lagen används för att definiera en giltig referensram, kan den andra lagen sägas beskriva hur en kropp rör sig i detta referenssystem då den påverkas av krafter. Här finns skilda meningar om hur begreppet krafter skall tolkas. En uppfattning är att den andra lagen skall ses som en definition av begreppet kraft i termer av massa och acceleration. Det finns åtminstone tre starka invändningar mot detta synsätt. För det första kommer endast summan av de på kroppen verkande krafterna att definieras, även om det är så att kroppen påverkas av ett antal olika krafter med skilda källor. För det andra blir hela definitionen meningslös för en kropp i vila. För det tredje finns det inga möjligheter att göra några som helst förutsägelser om verkligheten med ett sådant synsätt. En mera framkomlig väg skulle kunna vara att låta krafter definieras av andra fysikaliska lagar, det vill säga lagarna för gravitation och elektromagnetism. Detta må vara möjligt att utföra i teorin, men i praktiken är det inte möjligt att utföra kvantitativa beräkningar på detta sätt. I den klassiska mekaniken betraktas därför krafter som ett begrepp, där den kraft som en kropp utövar på en annan definieras från fall till fall beroende på ursprung. Vissa krafter är bestämda av den påverkade kroppens läge och rörelsetillstånd, till exempel gravitationskrafter, elastiska kontaktkrafter, luft- och strömningsmotstånd, och kan beräknas med hjälp av befintliga modeller. Andra krafter uppkommer vid kontakter där en kropp är utsatt för tvång, det vill säga en inskränkning i dess möjlighet att förflytta sig. Sådana krafter benämns tvångskrafter och är i normalfallet obestämda.

## Vidareutveckling av Newtonsk mekanik
Den klassiska mekaniken utvecklades vidare under 1700-talet av bland andra Johann Bernoulli och Jean le Rond d'Alembert, som formulerade d'Alemberts princip. Därmed var grunden för den analytiska mekaniken lagd. Här gavs viktiga bidrag av framför allt Joseph-Louis Lagrange med Lagranges ekvationer 1788 och William Rowan Hamilton med Hamiltons princip 1834–1835. 
Både Lagranges och Hamiltons arbeten kan sägas ligga till grund för den mekaniska beskrivningen av termodynamiken. 
Den klassiska mekanikens lagar kan härledas både ur den speciella relativitetsteorin och ur kvantmekaniken, där den är specialfall.
Den klassiska mekaniken kan även tillämpas för kroppar med inre friktion, och utgör därför även grunden för hållfasthetslära och strömningsmekanik.

## Grundläggande begrepp
Varje fysiskt objekt har ett antal mätbara egenskaper:
- Massa
- Läge
- Hastighet

För objekt med rumslig utbredning även
- Masscentrum, positionen för det viktade medelvärdet av delarnas massa
- Tröghetsmoment, en egenskap hos objektets massfördelning
- Orientering, hur objektet är roterat
- Rotationshastighet, relaterat till hur objektets orientering ändras

För att uppskatta hur växelverkan fungerar införs ett antal härledda begrepp, till exempel:
- Kraft
- Rörelsemängdsmoment
- Acceleration
- Rörelsemängd
- Tryck
- Densitet
- Tyngd
- Energi

## Idealiseringar
Vid praktiska tillämpningar är det ofta nödvändigt att göra idealiseringar. För många enkla beräkningar kan man till exempel anta att en kropp saknar utbredning och att all massa är koncentrerad till en enda punkt (i masscentrum). En annan mycket vanlig idealisering är att anta att det man vill räkna på är en stel kropp, det vill säga att kroppen inte deformeras. Den förenklingen fungerar bra om man vill titta på yttre krafter och hur kroppen kommer att accelerera men idealiseringen fungerar inte om man vill räkna på en stöt.